# Lana Parrilla
Lana Maria Parrilla , född 15 juli 1977 i Brooklyn i New York, är en amerikansk skådespelare.   
Parrilla är mest känd för sina roller inom TV. 2011 fick hon rollen som Regina Mills/Den onda drottningen i ABC-serien Once Upon a Time. Hon var med i den femte säsongen av Spin City från 2000–2001. Hon spelade Sarah Gavin i den fjärde säsongen av 24 (2005). Hon har också varit med i de kortvariga serierna Boomtown (2002–2003), Windfall (2006), Swingtown (2008) och Miami Medical (2010).

## Privatliv
Lana Parrilla växte upp i Brooklyn i New York. Hennes far Sam Parrilla var en elitbaseballspelare, han spelade 11 säsonger (1963-73), varav en säsong i Major League Baseball med Philadelphia Phillies. Han dog tragiskt 1994 efter att ha blivit skjuten av en femtonårig. Hennes mor är en amerikansk målare med härkomst från Sicilien. Parrilla har en äldre syster, Deena, och hon är moster till Sammy Ripley och Bryce Ripley.

## Film
| År   | Titel                              | Roll         |
| ---- | ---------------------------------- | ------------ |
| 2000 | Very Mean Men                      | Teresa       |
| 2000 | Spiders                            | Marci Eyre   |
| 2001 | Replicant                          | Marci        |
| 2003 | Frozen Stars                       | Lisa Vasquez |
| 2005 | One Last Ride                      | Antoinette   |
| 2008 | The Double Life of Eleanor Kendall | Nellie       |

## TV
| År        | Titel                 | Roll                                |
| --------- | --------------------- | ----------------------------------- |
| 1999      | Grown Ups             | Waitress                            |
| 2000–2001 | Spin City             | Angie Ordonez                       |
| 2002      | På heder och samvete  | Lt. Stephanie Donato                |
| 2002      | The Shield            | Sedona Tellez                       |
| 2002–2003 | Boomtown              | Teresa Ortiz                        |
| 2004      | På spaning i New York | Officer Janet Grafton               |
| 2004      | Six Feet Under        | Maile                               |
| 2005      | 24                    | Sarah Gavin                         |
| 2006      | Windfall              | Nina Schaefer                       |
| 2006      | Lost                  | Greta                               |
| 2008      | Swingtown             | Trina Decker                        |
| 2010      | Miami Medical         | Dr. Eva Zambrano                    |
| 2010      | Covert Affairs        | Julia Suarez                        |
| 2010      | Medium                | Lydia Halstrom                      |
| 2010      | The Defenders         | Betty                               |
| 2011      | Chase                 | Isabella                            |
| 2011–2018 | Once Upon a Time      | Regina Mills / Den Onda Drottningen |